# 齊召南
齊召南（1703年—1768年），字次風，號瓊台，晚號息園。浙江天台人。清代翰林，地理學家。

## 生平
他年幼聰慧，幼有神童之稱，進入塾堂學習，幼年時就開始背誦五經。他博學多聞，記憶力強，觀看書籍時一目十行，並且看過的內容他都能牢牢記住。精於輿地之學，又善書法。嘗臨王羲之《蘭亭帖》。雍正七年（1729年），己酉科鄉試中副車，雍正十一年（1733年），舉博學鴻詞，以副榜貢生被薦。乾隆元年（1736年），召試於保和殿廷試，欽定二等第八名，為翰林院庶吉士，散館授檢討。次年参修《大清一统志》。乾隆六年，撰《外藩书》，乾隆帝赞道：“齐召南之博学，一至是乎！”乾隆八年，御試時被翰詹各官提拔為右中允，遷任侍讀。乾隆九年，齊召南因父親去世而辭官，此時他正在校正經史，分撰禮記、考證漢書，因此被命令在家編撰，服喪過後便回到原官職。乾隆十二年，充《续文献通考》副总裁。又曾前往山東、江蘇、安徽、福建、雲南等地進行勘查，遷任侍讀學士。乾隆十三年，複試時被翰詹各官擢內閣學士，上書房行走，禮部侍郎。乾隆十四年夏天，散直墮馬觸大石顱幾裂，皇室派遣蒙古醫為他治病，但他因這起意外記憶力下降，齊召南為此乞求告老還鄉。後以原銜回籍調理，先後主持敷文書院、蕺山書院，他的聲望非常高。乾隆二十六年（1761年）完成《水道提綱》28卷。乾隆三十二年，其族兄齐周华因文字獄賈祸被凌迟处死，召南遭受牵连，逮詣京師，刑部獄審理齊召南無犯罪動機，且因心生惜才之情，最終奪職抄家放歸。不久病卒，葬於天台县街头镇花坑。

## 著作
齊召南易直子諒，文辭淹雅，著有《宝纶堂集古录》、《宝纶堂文钞诗钞》、《齐太史移居集》、《琼台集》、《历代帝王年表》、《后汉公卿表》等。另有《水道提纲》，內容詳細記述事情的脈絡，是最重要的作品。

## 延伸阅读
[在维基数据编辑]
 《清史稿/卷305》，出自趙爾巽《清史稿》
 在维基共享资源阅览影像